# Uca (zoologia)
Uca è un genere di crostacei decapodi appartenente alla famiglia Ocypodidae. Questi animali sono comunemente noti come granchi violinisti a causa della particolare dimensione di una delle chele, che è notevolmente più sviluppata dell'altra e che viene ritmicamente agitata in alto e in basso nel corso delle interazioni sociali e negli accoppiamenti. Prima che si verifichi un accoppiamento, la femmina deve scegliere in un gruppo di maschi quello con la chela più grande, perché è il più sano di salute. Nelle femmine entrambe le chele sono di dimensioni identiche. I granchi violinisti sono presenti lungo le coste sabbiose dei mari o nelle foci dei fiumi tropicali. I granchi violinisti costruiscono le tane nella sabbia, tra i livelli dell'alta e della bassa marea, e quando il mare si ritira escono in cerca di cibo affollando l'intera spiaggia. Dopo aver raccolto sabbia e fango, li setacciano meticolosamente con le appendici ai lati della bocca per separarne la frazione organica più leggera, che costituisce il loro nutrimento; le particelle minerali vengono invece sputate in forma di pallottoline e depositate ai lati del corpo in lunghe file geometriche.

## Sottogeneri e specie

Schema anatomico dell'Uca

- Australuca
  - Uca bellator
  - Uca elegans
  - Uca hirsutimanus
  - Uca longidigitum
  - Uca polita
  - Uca seismella
  - Uca signata
- Gelasimus
  - Uca borealis
  - Uca dampieri
  - Uca formosensis
  - Uca hesperiae
  - Uca neocultrimana
  - Uca tetragonon
  - Uca vocans
  - Uca vomeris
- Leptuca
  - Uca annulipes
  - Uca argillicola
  - Uca batuenta
  - Uca beebei
  - Uca bengali
  - Uca coloradensis
  - Uca crenulata
  - Uca cumulanta
  - Uca deichmanni
  - Uca dorotheae
  - Uca festae
  - Uca helleri
  - Uca inaequalis
  - Uca lactea
  - Uca latimanus
  - Uca leptochela
  - Uca leptodactyla
  - Uca limicola
  - Uca mjoebergi
  - Uca musica
  - Uca oerstedi
  - Uca panamensis
  - Uca perplexa
  - Uca saltitanta
  - Uca speciosa
  - Uca spinicarpa
  - Uca stenodactylus
  - Uca tallanica
  - Uca tenuipedis
  - Uca terpsichores
  - Uca tomentosa
  - Uca triangularis
- Minuca
  - Uca brevifrons
  - Uca burgersi
  - Uca ecuadoriensis
  - Uca galapagensis
  - Uca herradurensis
  - Uca longisignalis
  - Uca marguerita
  - Uca minax
  - Uca mordax
  - Uca panacea
  - Uca pugilator
  - Uca pugnax
  - Uca pygmaea
  - Uca rapax
  - Uca subcylindrica
  - Uca thayeri
  - Uca umbratila
  - Uca victoriana
  - Uca virens
  - Uca vocator
  - Uca zacae
- Paraleptuca
  - Uca chlorophthalmus
  - Uca crassipes
  - Uca inversa
  - Uca sindensis
- Tubuca
  - Uca acuta
  - Uca arcuata
  - Uca capricornis
  - Uca coarctata
  - Uca demani
  - Uca dussumieri
  - Uca flammula
  - Uca forcipata
  - Uca paradussumieri
  - Uca rhizophorae
  - Uca rosea
  - Uca typhoni
  - Uca uvillei
- Uca
  - Uca heteropleura
  - Uca insignis
  - Uca intermedia
  - Uca major
  - Uca maracoani
  - Uca monolifera
  - Uca ornata
  - Uca princeps
  - Uca stylifera
  - Uca tangeri